# Луций Лукреций Триципитин Флав
Луций Лукреций Триципитин Флав (лат. Lucius Lucretius Tricipitinus Flavus; V—IV века до н. э.) — римский военачальник и политический деятель из патрицианского рода Лукрециев, консул-суффект 393 года до н. э., четырёхкратный военный трибун с консульской властью (в 391, 388, 383 и 381 годах до н. э.). Дважды воспрепятствовал планам переселения римлян в Вейи.

## Биография
Луций Лукреций принадлежал к патрицианскому роду Лукрециев, известному ещё со времён царей и угасшему в IV веке до н. э. Когномен Триципитин (Tricipitinus) предположительно указывает на существование родового культа божества с тремя головами.
Первые упоминания о Луции Лукреции в источниках относятся к 393 году до н. э., когда в Риме впервые после 15-летнего перерыва вместо военных трибунов с консульской властью были выбраны консулы. Занявшие эту должность Луций Валерий Потит и Публий Корнелий Малугинский Косс вскоре сняли с себя полномочия как избранные с погрешностью, и тогда Луций Лукреций и Сервий Сульпиций Камерин стали консулами-суффектами. Триципитин Флав в этом году разбил эквов, занявших было римскую колонию Вителлия, и дал вместе со своим коллегой отпор народным трибунам, предложившим законопроект о переселении части граждан в недавно взятые Вейи в Этрурии.
В 391 году до н. э. Луций Лукреций стал военным трибуном с консульской властью (одним из шести). Вместе со своим коллегой Гаем Эмилием Мамерцином он возглавил армию в войне с городом Вольсинии. Восьмитысячное войско противника сдалось римлянам без боя, и после этого Вольсинии были вынуждены просить мира.
После нашествия галлов (390 год до н. э.) в Риме снова появилась идея о переселении в Вейи, поскольку город был полностью разрушен. Луций Лукреций в сенате выступил против, что, по словам Плутарха, имело решающее влияние на судьбу этой инициативы. Позже Триципитин Флав ещё трижды избирался военным трибуном с консульской властью: на 388 год до н. э. (в этом году шли войны с эквами и тарквинийцами), на 383 год до н. э. (война с вольсками и пренестинцами не началась из-за чумы) и на 381 год до н. э., когда воевал только Марк Фурий Камилл в качестве диктатора.
Столь частые появления Луция Лукреция в консульских фастах (пять раз за 13 лет) говорят о его большом значении как политика. Плутарх утверждает, что уже в 390 году до н. э. Триципитин Флав пользовался почётным правом первым высказываться на заседаниях сената. Это право могло у него появиться после того, как он во время своего первого трибуната смог решить вейскую проблему.